# Лагутин, Иван Иванович
Иван Иванович Лагутин (19 июня 1887, Таганрог или Миллерово — 21 июля 1952, Москва) — советский актёр театра и кино, артист Государственного академического Малого театра. Заслуженный артист РСФСР (1949).

## Биография
Родился 19 июня 1887 года в Таганроге, по другим данным в Миллерово Донецкого округа Российской империи в бедной крестьянской семье.
В 1895 году был отдан в Таганрогское техническое училище, которое в 1901 году окончил, но техникой так и не занимался. Вместо работы стал интересоваться театральной деятельностью, а позже вступил на сцену в любительские спектакли. В 1902 году был устроен в Таганрогский городской театр, с чего и началось его профессиональная актёрская деятельность.
По мимо актёрского искусства, Лагутин обладал музыкальными способностями и занимался музыкой. Брал уроки игры на виолончели, а с 1904 года и вовсе поступил в Ростовское музыкальное училище «Русского общества» по классу виолончели профессора П. П. Фёдорова, а по его окончании в 1907 году, Лагутин продолжил обучение, только уже в Санкт-Петербургской консерватории, которую так и не окончил по причине любви к сцене.
В 1911 году переезжает в Москву и поступает в театральную школу А. И. Адашева. За свою жизнь играл в различных театрах, главными направлениями которых были комедия, миниатюра и эксцентрика. Больше всего прослужил Малому театру. Снимался в кино.
Скончался 21 июля 1952 года на 66-м году жизни в Москве. Похоронен рядом в оградке Никольской церкви в селе Николо-Бережки Островского района Костромской области.

## Фильмография
- 1916 — Ребёнок-крошка — участие
- 1916 — Сашка-семинарист — сообщник Сашки
- 1916 — Старость Лекока — участие
- 1918 — В чаду опиума — Фун-го, содержатель опиумной курильни
- 1918 — Тернистый славы путь — Шут
- 1925 — Бабий лог — Степан Ядрик
- 1925 — Паук и муха — Сидор
- 1926 — Борьба гигантов — Кибас
- 1926 — Крестовик — Ерёмка
- 1926 — Проститутка — Василь Дмитрич
- 1927 — Чашка чая — управдом
- 1934 — Живой бог — Сафар, бедняк
- 1936 — Однажды летом — участие
- 1937 — Ленин в Октябре — Филимонов, филёр
- 1938 — Александр Невский — монах Ананий
- 1938 — Семья Оппенгейм — игрок
- 1939 — Ленин в 1918 году — Филимонов, филёр
- 1941 — Как поссорился Иван Иванович с Иваном Никифоровичем — секретарь суда
- 1946 — Беспокойное хозяйство — немецкий полковник
- 1946 — Синегория — Ветрочёт
- 1952 — Горе от ума — господин Д.
- 1952 — На всякого мудреца довольно простоты — Голутвин

## Звания и награды
- Заслуженный артист РСФСР (26 октября 1949)[4].